# 今井順之助
今井 順之助（いまい じゅんのすけ、1998年5月25日 - ）は、岐阜県多治見市出身の元プロ野球選手（内野手）。右投左打。
父の今井茂は阪急に在籍した元プロ野球選手（内野手、一軍での試合出場はなし）。

## 経歴

### プロ入り前
多治見市立精華小学校3年次に地元軟式野球チーム・13クラブで野球を始める。
陶都中学校時代は岐阜東濃シニアに所属し、中京高等学校へ進学。3年生の夏に甲子園出場。野球部には同期に加藤壮太、1年後輩に茶野篤政がいる。
2016年のプロ野球ドラフト会議で北海道日本ハムファイターズから9位で指名され、契約金1000万円・年俸470万円で契約を結んだ（金額は推定）。背番号は70。

### 日本ハム時代
2017年は10月5日に一軍登録され、その日の埼玉西武ライオンズ戦で一軍デビュー。1回表にブライアン・ウルフからプロ初安打初打点を記録した。オフにみやざきフェニックスリーグに参加する。
2018年は、一軍での出場機会は無かったが、イースタン・リーグ公式戦で69試合に出場、打率は.250だった。
2019年は、一軍で2試合に出場、打率.143、1打点だった。二軍では、89試合に出場、打率.256、10本塁打、49打点だった。
2020年は一軍出場はなかった。
2021年10月25日に戦力外通告を受けた。

### 日本ハム退団後
トラベリングチームの「アジアンブリーズ」に参加。リーガ・メヒカーナ・デ・ベイスボルのドゥランゴ・ジェネラルズのキャンプに、元阪神タイガースの福永春吾とともに参加すると報じられている。

### 現役引退後
最終的に移籍先は見つからず、2021年限りで現役を引退した。引退後は、ゴルフ研修生となり、プロゴルファーを目指している。

## 選手としての特徴
類い稀な長打力が魅力のスラッガー。打撃フォームは前田智徳を参考にしている。

## 詳細情報

### 年度別打撃成績
| 年 度     | 球 団     | 試 合 | 打 席 | 打 数 | 得 点 | 安 打 | 二 塁 打 | 三 塁 打 | 本 塁 打 | 塁 打 | 打 点 | 盗 塁 | 盗 塁 死 | 犠 打 | 犠 飛 | 四 球 | 敬 遠 | 死 球 | 三 振 | 併 殺 打 | 打 率 | 出 塁 率 | 長 打 率 | O P S |
| --------- | --------- | ----- | ----- | ----- | ----- | ----- | -------- | -------- | -------- | ----- | ----- | ----- | -------- | ----- | ----- | ----- | ----- | ----- | ----- | -------- | ----- | -------- | -------- | ----- |
| 2017      | 日本ハム  | 1     | 4     | 4     | 0     | 1     | 0        | 0        | 0        | 1     | 1     | 0     | 0        | 0     | 0     | 0     | 0     | 0     | 1     | 0        | .250  | .250     | .250     | .500  |
| 2019      | 日本ハム  | 2     | 7     | 7     | 0     | 1     | 0        | 0        | 0        | 1     | 1     | 0     | 0        | 0     | 0     | 0     | 0     | 0     | 2     | 0        | .143  | .143     | .143     | .286  |
| 2021      | 日本ハム  | 1     | 3     | 2     | 0     | 0     | 0        | 0        | 0        | 0     | 0     | 0     | 0        | 0     | 0     | 1     | 0     | 0     | 0     | 0        | .000  | .333     | .000     | .333  |
| 通算：3年 | 通算：3年 | 4     | 14    | 13    | 0     | 2     | 0        | 0        | 0        | 2     | 2     | 0     | 0        | 0     | 0     | 1     | 0     | 0     | 3     | 0        | .154  | .214     | .154     | .368  |

### 年度別守備成績
| 年 度 | 球 団    | 一塁  | 一塁  | 一塁  | 一塁  | 一塁  | 一塁     | 三塁  | 三塁  | 三塁  | 三塁  | 三塁  | 三塁     |
| 年 度 | 球 団    | 試 合 | 刺 殺 | 補 殺 | 失 策 | 併 殺 | 守 備 率 | 試 合 | 刺 殺 | 補 殺 | 失 策 | 併 殺 | 守 備 率 |
| ----- | -------- | ----- | ----- | ----- | ----- | ----- | -------- | ----- | ----- | ----- | ----- | ----- | -------- |
| 2017  | 日本ハム | 1     | 8     | 0     | 0     | 1     | 1.000    | -     | -     | -     | -     | -     | -        |
| 2019  | 日本ハム | -     | -     | -     | -     | -     | -        | 2     | 1     | 2     | 1     | 0     | .750     |
| 2021  | 日本ハム | 1     | 9     | 0     | 1     | 2     | .800     | -     | -     | -     | -     | -     | -        |
| 通算  | 通算     | 2     | 17    | 0     | 1     | 3     | .944     | 2     | 1     | 2     | 1     | 0     | .750     |

### 記録
初記録
- 初出場・初先発出場：2017年10月5日、対埼玉西武ライオンズ25回戦（メットライフドーム）、7番・一塁手で先発出場
- 初打席・初安打・初打点：同上、1回表にブライアン・ウルフから中前適時打

### 背番号
- 70（2017年 - 2021年）[1]

### 登場曲
- 「紅蓮華」LiSA（2020年）
- 「ファンタスティック3色パン」乃木坂46（2021年）
- 「I see…」乃木坂46（2021年）